# Blountsville (Indiana)
Blountsville es un pueblo ubicado en el condado de Henry en el estado estadounidense de Indiana. En el Censo de 2010 tenía una población de 134 habitantes y una densidad poblacional de 457,86 personas por km².

## Geografía
Blountsville se encuentra ubicado en las coordenadas 40°3′37″N 85°14′23″O / 40.06028, -85.23972. Según la Oficina del Censo de los Estados Unidos, Blountsville tiene una superficie total de 0.29 km², de la cual 0.29 km² corresponden a tierra firme y (0.88%) 0 km² es agua.

## Demografía
Según el censo de 2010, había 134 personas residiendo en Blountsville. La densidad de población era de 457,86 hab./km². De los 134 habitantes, Blountsville estaba compuesto por el 97.01% blancos, el 0% eran afroamericanos, el 0% eran amerindios, el 0% eran asiáticos, el 0% eran isleños del Pacífico, el 0% eran de otras razas y el 2.99% pertenecían a dos o más razas. Del total de la población el 0% eran hispanos o latinos de cualquier raza.